# Svibyviken
Svibyviken (Zweeds voor Sviby-baai) is een lange en relatief smalle baai aan de westzijde van Ålands hoofdstad Mariehamn. Aan deze baai is de westelijke haven van Mariehamn gelegen, waar de grote veerboten en cruiseschepen aanleggen. De vaarweg naar deze haven is geschikt voor schepen met een diepgang van maximaal 8,2 meter.
Deze haven is ook de ligplaats van de Pommern, een viermaster windjammer die in gebruik is als museumschip, en behoort bij het direct aangrenzende zeevaartmuseum. Er bevindt zich ook een kleine jachthaven; de grootste jachthaven van Mariehamn ligt echter in Slemmern, aan de oostzijde van de stad.
Hoofdweg nummer 1 loopt via een dam en een kleine brug over het noordelijke uiteinde van de baai.
De westkust van de baai wordt gevormd door het schiereiland Möckelö, dat behoort tot de gemeente Jomala. Aan die kust vindt geen noemenswaardige economische activiteit plaats.